# Родман, Деннис
Деннис Кит Родман (англ. Dennis Keith Rodman; род.13 мая 1961 года в Трентоне, штат Нью-Джерси) — бывший американский баскетболист, выступавший за различные клубы НБА. Обладатель пяти чемпионских перстней (1989, 1990, 1996, 1997, 1998). Известен своим стилем агрессивной борьбы за подбор, а также жёсткой борьбой в защите. Был лучшим по подборам в среднем за игру на протяжении семи регулярных сезонов НБА подряд, что является рекордом за всю историю лиги. Родман семь раз входил в сборную всех звёзд защиты, дважды его признавали лучшим оборонительным игроком НБА. Его биография на сайте NBA.com начинается со слов «возможно, лучший подбирающий игрок НБА за всю историю». 1 апреля 2011 года «Детройт Пистонс» вывели из обращения игровую майку с 10-м номером, под которым играл в команде Родман. 12 августа 2011 года спортсмен был введён в Зал славы баскетбола.
В отличие от других игроков НБА, Родман сумел сделать довольно внушительную и прибыльную побочную карьеру в индустрии развлечений как актёр и рестлер. Он регулярно участвует во всевозможных телепередачах и развлекательных шоу. Этому в немалой степени способствует его склонность к экстравагантности в одежде, поведении, гриме, цвете волос, татуировках, пирсинге, а также его склонность к скандальным высказываниям и интервью средствам массовой информации. В 2005 году Родман являлся подсудимым по делу об изнасиловании, однако был оправдан. В марте 2013 года в рамках съемок шоу Vice телеканала HBO посетил Северную Корею и принял участие в торжественном обеде с лидером страны Ким Чен Ыном.

## Ранняя жизнь и образование
Родман родился в Трентоне, штат Нью-Джерси, в семье Ширли и Филандера Родмана-младшего, который входил в состав Военно-воздушных сил США и позднее участвовал в войне во Вьетнаме. Когда он был ещё маленьким, его отец оставил свою семью, в конечном итоге поселившись на Филиппинах. У Родмана много братьев и сестер: по словам его отца, у него есть 26 или 28 братьев и сестёр по отцовской линии. Однако сам Родман заявил, что он самый старший из 47 детей.
После ухода отца из семьи, Ширли пришлось одновременно устроиться на четыре работы, чтобы содержать семью. В своей биографической книге 1997 года «Хочу быть хуже всех: История Денниса Родмана», он выражает свои чувства к своему отцу: "Я не видел своего отца более 30 лет, так что я могу пропустить … Я просто смотрю на это так: какой-то человек привёл меня в этот мир. Это не значит, что у меня есть отец " (Он не встретит своего отца до 2012 года.).
Родман и его две сестры, Дебра и Ким выросли в районе Оук-Клифф в Далласе, в то время одном из самых бедных районов города. Родман был так привязан к своей матери, что отказался переезжать в детскую, когда ему было четыре года. По словам Родмана, его мать больше интересовалась его двумя сёстрами, которые считались более талантливыми, чем он в баскетболе, и всегда смеялись над ним. Он чувствовал себя «перегруженным» домашними женскими делами. Дебра и Ким были в команде All-America от Технического университета Луизианы и Университета Стивена Ф. Остина, соответственно (команда All-America — почётная команда из любого американского спортколледжа, состоящая из выдающихся игроков-любителей, считающихся лучшими игроками определённого сезона для каждой команды). Дебра выиграла два национальных титула с женской баскетбольной командой «Технарши» («Lady Techsters»).
Во время учёбы в средней школе Саут-Оук-Клифф, Родман тренировался в спортзале будущего тренера по баскетболу Гари Блэра в Техасском университете A&M. Блэр тренировал сестёр Родмана Дебру и Ким, выиграв три чемпионата штата. Однако Родман не отличился выдающимися данными в то время. По словам Родмана, он был «не в состоянии совершить самый простой двухочковый бросок» и числился в школьных баскетбольных командах, но чаще всего его исключали из них. Его рост был всего лишь 1,68 м в средней школе, он также не смог найти своё место в футбольной команде и был «полностью опустошён». После окончания школы Родман работал ночным уборщиком в Международном аэропорту Далласа Форт-Уэрт. Затем случился внезапный скачок роста и он вновь решил попробовать себя в баскетболе, несмотря на то, что стал ещё более замкнутым, потому что чувствовал себя странно в своём собственном теле.
Друг семьи дал наводку главному тренеру колледжа округа Кук (ныне Колледж Север Сентрал Техас) в Гейнсвилле, штат Техас. В своём единственном семестре там он в среднем набирал 17,6 очка и 13,3 подбора, прежде чем вылететь из-за плохой успеваемости. После недолгого пребывания в Гейнсвилле он перешёл в Юго-восточный государственный университет Оклахомы, Национальную ассоциацию межуниверситетского спорта (NAIA). Он был лидером в NAIA по подборам дважды (1985, 1986). В течение трёх сезонов (1983—1986) он набирал в среднем 25,7 балла и 15,7 подбора. На турнире Portsmouth Invitational Tournament (PIT), подготовительном драфте для претендентов НБА, он получил награду «Самый ценный игрок» и привлёк внимание Детройт Пистонс.
Во время учёбы в колледже Родман работал в летнем молодёжном баскетбольном лагере, где он подружился с кемпером Брином Ричем, который был застенчив и замкнут из-за несчастного случая, который произошёл с ним на охоте, в котором он по ошибке застрелил своего лучшего друга. Они стали почти неразлучны и образовали тесную связь. Рич пригласил Родмана в свой сельский дом в Оклахоме; сначала родители Рича плохо встретили Родмана, потому что он был чёрным. Но они были так благодарны ему за то, что он вытащил их сына из своей скорлупы, что они смогли отбросить свои предрассудки. Хотя у Родмана были серьёзные семейные и личные проблемы, он «принял» семейство Рича, как своё собственное в 1982 году и отошёл от городской жизни к «вождению трактора и возни с коровами». Хотя Родман считает, что Ричи — его «суррогатная семья», которая помогла ему поступить в колледж, с 2013 года он прекратил общаться с семьёй Рич по неизвестным им причинам.

## Баскетбольная карьера

### Детройт Пистонс

#### 1986—1989
Родман получил право на драфт НБА 1986 года. Он был задрафтован Детройт Пистонс в третьем пике второго раунда (27-й в целом), присоединившись к прочной команде тренера Чака Дейли, которую называли «плохими парнями» за их жёсткий подход к баскетболу. В составе команды были Айзея Томас и Джо Думарс на позициях защитников, Адриан Дэнтли и Сидни Грин в качестве форвардов, а также центровой Билл Лэймбир. На скамейке запасных игроков, которые играли больше 15 минут за игру, были шестой игрок Винни Джонсон и резервные форварды Рик Махорн и Джон Сэлли. Родман хорошо вписался в эту команду, обеспечив 6,5 очков, 4,7 подбора и жёсткую защиту за 15 минут игрового времени.
Выиграв 52 игры, «Пистонс» с комфортом вышли в плей-офф НБА 1987 года. Они одержали победу над «Вашингтон Уизардс» и «Атланта Хокс» в пяти играх, и в семи матчах сразились с главным соперником «Бостон Селтикс». Это сражение называлось одним из самых физически и умственно сложных серий за всё время. «Селтикс» обыграли «Пистонс».
В следующем сезоне 1987/1988 Родман неуклонно улучшал свою статистику, набирая в среднем 11,6 очка и 8,7 подбора и стартовал в 32 из 82 игр регулярного сезона. «Пистонс» пробились в финал НБА 1988 года и вышли вперёд со счётом 3:2, но проиграли в семи играх «Лос-Анджелес Лейкерс». В шестой игре «Пистонс» проиграли одно очко за восемь секунд до конца матча; Думарс пропустил бросок, и Родман не дотянулся, чтобы совершить подбор, который мог бы привести к победе. В седьмой игре «Лейкерс» вели 15 очков в четвёртой четверти, но защита Родмана помогла сократить преимущество до шести за 3:52 минуты и до двух очков за одну минуту до конца матча. Но затем он сфолил на Мэджике Джонсоне, который забросил штрафной бросок, и «Пистонс» так и не собрались с силами. В этом году у него и его подруги Энни появилась дочь по имени Алексис.
Родман оставался на скамейке запасных в сезоне 1988/1989, набирая в среднем 9 очков и 9,4 подбора за 27 минут, но при этом обеспечивая такую эффективную защиту, что он был включён в состав Сборной всех звёзд защиты НБА, первый из восьми раз в своей карьере. У него появилось больше игрового времени после того, как Адриан Дэнтли был обменян в середине сезона в «Даллас» на Марка Агирре. В том сезоне «Пистонс», наконец, выиграли свой плей-офф, обыграв «Бостон Селтикс», затем обыграв в шести играх «Чикаго Буллз», в том числе одержав победу над чемпионом Майклом Джорданом, и легко победив «Лейкерс», 4-0 в финале НБА 1989 года. Хотя ему мешали болевые спазмы в спине, Родман лидировал в защите, совершив 19 подборов в третьей игре и обеспечивая жёсткую внутреннюю защиту.

#### 1989—1993
В сезоне 1989—1990 гг. «Детройт» потеряли многолетнего защитника Рика Махорна, когда по итогам Драфта расширения НБА 1989 года он оказался в Филадельфия Севенти Сиксерс, и «Пистонс» не смогли вернуть его. Было опасение, что потеря Махорна — среднего по таланту, но считающегося жизненно важным винтиком команды «плохих парней» — уменьшит дух «Пистонс», но Родман легко взял на себя его роль. Он выиграл свою первую большую индивидуальную награду. Набирая в среднем 8,8 очков и 9,7 подборов, начав в последних 43 играх регулярного сезона, он зарекомендовал себя как лучший защитник в игре; за этот период «Пистонс» выиграли 59 игр, и НБА хвалила Родмана «за его навыки защиты и подбора, которые не имели себе равных в лиге». За свои подвиги он получил награду Лучшего оборонительного игрока НБА и стал лучшим в лиге по процентному соотношению между результативными бросками и общим количеством выполненных бросков. В плей-офф НБА 1990 года «Пистонс» снова победили «Буллз», а в финале НБА 1990 года «Детройт» встретились с «Портленд Трэйл Блэйзерс». Родман страдал от травмы лодыжки и часто заменялся Марком Агирре, но даже без его защиты, «Детройт» победили «Портленд» в пяти играх и получили свой второй титул.
В течение сезона 1990—1991 годов Родман, наконец, зарекомендовал себя как стартовый лёгкий форвард «Пистонс». Он играл в такую сильную защиту, что НБА заявила, что он «может закрыть любого противника, от разыгрывающего до центрового». После того, как он начал играть в стартовой пятёрке, он наконец, принял участие в 77 из 82 игр регулярного сезона, набирая в среднем 8,2 очков и 12,5 подборов, и выиграл свою вторую награду «Лучшего оборонительного игрока». Однако в плей-офф НБА 1991 года «Пистонс» проиграли победителям чемпионата, «Чикаго Буллз», в финале Восточной конференции. Это был сезон 1991/1992, когда Родман совершил замечательный прорыв в своих навыках подбора, набрав невероятные 18,7 подборов за игру (всего 1530), выиграв свою первую из семи последовательных корон подборов, набрав 9,8 очков за игру и впервые приняв участие в Сборной всех звёзд НБА. Его 1,530 подборов (больше всего у Уилта Чемберлена в сезоне 1971—1972 — 1,572) никто не смог превзойти с тех пор; лучший результат, установленный не Родманом, — это Кевин Уиллис, который в том же сезоне набрал 1,258 подборов. В мартовской игре 1992 года Родман набрал 34 подбора — максимальное за карьеру. В первом раунде плей-офф НБА 1992 года Нью-Йорк Никс обыграли «Пистонс».
Родман пережил тяжелую потерю, когда тренер Чак Дейли, которым он восхищался и относился как к отцу, подал в отставку в мае; Родман пропустил предсезонные сборы и был оштрафован на 68 000 долларов. Следующий сезон 1992/1993 был еще более бурным. Родман и Энни Бэйкс, мать его дочери Алексис, развелись после непродолжительного брака, и это очень травмировало его. «Пистонс» выиграли всего 40 игр и полностью пропустили плей-офф НБА 1993 года. Однажды ночью в феврале 1993 года Родмана нашли спящим в его машине с заряженной винтовкой. Четыре года спустя в своей биографической книге «Хочу быть хуже всех: История Денниса Родмана», он признался, что думал о самоубийстве, и описал эту ночь как прозрение: "Я решил, что вместо того, чтобы [убить себя], я убью самозванца, который вел Денниса Родмана туда, куда он не хотел идти … Поэтому я просто сказал: «я буду жить так, как хочу, и буду счастлив, делая это». Книга была позже адаптирована для телевизионного фильма «Хочу быть хуже всех: История Денниса Родмана». Несмотря на то, что согласно контракту ему оставалось играть три года, Родман потребовал сделки. 1 октября 1993 года «Пистонс» отдали его Сан-Антонио Спёрс.

### Сан-Антонио Спёрс
В сезоне 1993/1994 Родман присоединился к команде «Спёрс», чья игра была выстроена вокруг многолетнего центрового, участника «Матча Всех Звёзд», Дэвида Робинсона, и вспомогательного состава, в который входили форварды Дейл Эллис, Вилли Андерсон и защитник Винни Дель Негро. Родман теперь играл в качестве тяжёлого форварда и завоевал свой третий титул в подборах, набирая в среднем 17,3 подборов за игру и вновь участвовал в Сборной всех звёзд защиты НБА. Выполняя свое обещание убить «застенчивого самозванца» и «быть самим собой», Родман начал проявлять первые признаки нестандартного поведения: перед первой игрой он побрил волосы и покрасил их в блонд, далее последовали окрашивания в рыжий, фиолетовый, синий цвета. Он был очень вдохновлён фильмом «Разрушитель».
В течение сезона у Родмана был разрекламированный двухмесячный роман с Мадонной. Единственным игроком, с которым Родман тесно общался, был резервный центровой, Джек Хейли, который заслужил его доверие, не будучи шокированным после посещения гей-бара. Однако, несмотря на 55-победный сезон, Родман и «Спёрс» не пережили первый раунд плей-оффа НБА 1994 года и проиграли Юте Джаз в четырех играх. В следующем сезоне 1994/1995 Родман столкнулся с фронт-офисом «Спёрс». Он был временно отстранен от участия в первых трех играх, взял отпуск 11 ноября, и был отстранен снова 7 декабря. Наконец, он вернулся 10 декабря, пропустив 19 игр. После присоединения к команде, он травмировал плечо в результате аварии на мотоцикле, что ограничило этот сезон 49 играми. Он пропустил так много игр, но, набрал 823 подбора и просто превзошел лимит в 800 подборов и выиграл свой четвертый титул по подборам подряд, набирая в среднем 16,8 подборов за игру и принял участие в «Сборной всех звёзд НБА». «Спёрс», возглавляемые действующим победителем премии НБА «Самый ценный игрок» Робинсоном, прошли в плей-офф НБА 1995 года, набрав 62 победы в сезоне, и вышли в финал Западной конференции, где считались фаворитами против действующих чемпионов Хьюстон Рокетс, выигравших только 47 игр. Считалось, что центровому «Рокетс» Хакиму Оладжьювону будет нелегко заявить о себе, играя против Робинсона и Родмана, которые оба участвовали в Сборной всех звёзд защиты НБА. Тем не менее, ни Робинсон, ни Родман, которые помогли обыграть «Лейкерс» в плей-офф, не смогли остановить Оладжьювона, который набрал 35,3 очков, играя против элитного защитного фронта «Спёрс» и помог обыграть их в шести играх.

Родман признал свои частые проступки, но утверждал, что он жил своей собственной жизнью и, следовательно, более честной жизнью, чем большинство других людей:
Я просто рискнул стать самим собой … Я просто сказал: «Если тебе не нравится, поцелуй меня в зад». … Большинство людей по всей стране или по всему миру в основном работающие люди, которые хотят быть свободными, которые хотят быть самими собой. Они смотрят на меня и видят, что кто-то пытается это сделать … Я парень, который показывает людям, эй, это нормально быть другим. И я думаю, что они чувствуют: «Давайте пойдем и посмотрим, как этот парень развлечет нас».

### Чикаго Буллз

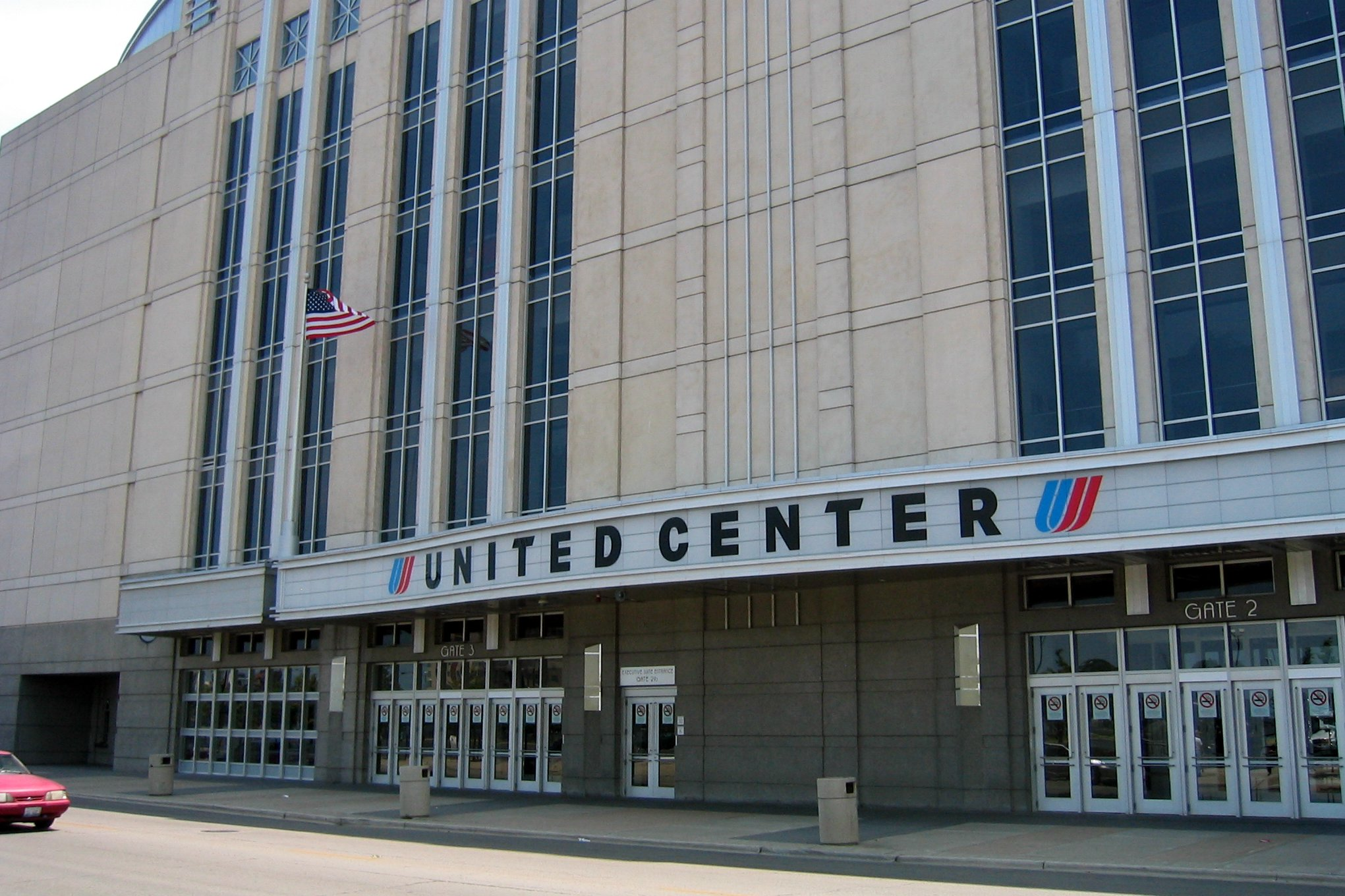
Юнайтед-центр, дом Чикаго Буллз

До начала сезона НБА 1995/1996 Родман был продан «Чикаго Буллз», чтобы заполнить пробел в силовом форварде, оставленном Хорасом Грантом, который покинул «Буллз» до сезона 1994—1995 годов. Родман не мог играть под номером «10», поскольку «Буллз» вывели его из обращения в честь Боба Лава, а НБА отказала ему в реверсии «01». В итоге Родман выбрал номер «91», цифры которые в сумме оставляют 10. Хотя приобретение уже 34-летнего и непостоянного Родмана в то время считалось азартной игрой, сила форварда быстро адаптировала его к новой среде, чему способствовал тот факт, что его лучший друг, Джек Хейли, также был продан «Буллз». При тренере Филе Джексоне он набирал в среднем 5,5 очков и 14,9 подборов за игру, выиграв еще один титул по подборам, и был частью великой команды «Буллз», которая выиграла 72 из 82 игр регулярного сезона, что в то время было рекордом НБА. О том, как играть рядом с легендарным Джорданом и Скотти Пиппеном, Родман сказал: 
На паркете мы с Майклом довольно спокойно общаемся, и мы можем вести беседу. Но что касается нашей жизни, я думаю, что он движется в одном направлении, а я — в другом. И тогда у тебя есть Скотти Пиппен, который находится прямо посередине. Он что-то вроде экватора. 
Несмотря на то, что Родман боролся с болью в икроножных мышцах в начале сезона, он совершил 20 или более подборов 11 раз и сделал свой первый трипл-дабл в игре против Филадельфии Севенти Сиксерс 16 января 1996 года, набрав 10 очков, 21 подбор и 10 передач; играя свою фирменную жесткую защиту, он присоединился к Джордану и Пиппену в Сборной всех звёзд защиты НБА. Всегда скандальный Родман был отстранен от участия в шести играх и оштрафован на 20 000 долларов после того, как 16 марта 1996 года во время игры в Нью Джерси он нанёс удар головой рефери, Теду Бернару.
В плей-офф НБА 1996 года Родман набрал 7,5 очков и совершил 13,7 подборов за игру и сыграл большую роль в победе над Сиэтлом Супер Соникс в шести играх в финале НБА 1996 года: во второй игре дома, в Юнайтед Центре, он сделал 20 подборов, среди которых рекордные 11 подбор в нападении, на чужом щите, и в шестой игре, так же в Юнайтед Центре, тяжёлый форвард сделал 19 подборов и снова 11 в нападении. Тренер, «Сиэтла», Джордж Карл, сказал: «Когда вы оцениваете серию, вы должны понимать, что Деннис Родман выиграл два баскетбольных матча. Мы контролировали Денниса Родмана на протяжении четырех игр. Но во второй игре и сегодня вечером, он был причиной их успеха.» Его две игры и 11 подборов в нападении каждый связал с рекордом финала НБА Элвина Хейза.
В сезоне 1996/1997 НБА Родман выиграл свой шестой титул по подборам подряд с 16,7 подборами за игру, а также набирая 5,7 очков за игру, но не попал в еще одну Сборную всех звёзд защиты НБА. Тем не менее, его печально известное поведения повлекло за собой еще больше скандалов. 15 января 1997 года он был вовлечен в инцидент во время игры против Миннесоты Тимбервулвз. Споткнувшись об оператора, Юджина Амоса, Родман пнул Амоса в пах. Хотя в тот момент ему не был назначен технический фол, он в итоге заплатил Амосу $ 200 000, и лига приостановила игру Родмана на 11 игр без оплаты. Таким образом, он фактически потерял 1 миллион долларов. Пропустив еще три игры из-за отстранения, и часто получая технические фолы в начале игр, а так же пропустив дополнительные 13 матчей из-за проблем с коленом, Родман был не столь эффективен в плей-офф НБА 1997 года, в котором «Буллз» вышли в финал НБА 1997 года против «Юты Джаз». Он изо всех сил боролся с форвардом «Юты», Карлом Мэлоуном, и внёс свой вклад в победу над «Джазом» в шести играх.
Регулярный сезон НБА 1997/1998 завершился тем, что Родман выиграл свой седьмой титул подряд по подборам с 15,0 подборами за игру и набирая 4,7 очков за игру. Он набрал 20 или более подборов 11 раз, в том числе 29 подборов против «Атланты Хокс» и 15 подборов в нападении против «Лос-Анджелес Клипперс». Во главе со стареющими Джорданом и Родманом (35 и 37 лет), «Буллз» достигли финала НБА 1998 года, снова против «Джаз». После того, как он сыграл сильную защиту против Мэлоуна в первых трех играх, он привёл всех в ужас, когда покинул свою команду перед четвертой игрой, чтобы принять участие в рестлинговом поединке с Халком Хоганом. Он был оштрафован на 20 000 долларов, но это даже не составило и десяти процентов от того, что он заработал за это время. Тем не менее, выступление Родмана на площадке оставалось первоклассным. Он помог «Буллз» одержать победу в серии со счётом 4-2. Чикаго выиграли третий титул подряд, а Родман — свой пятый чемпионский перстень.
Родман получил так же огромную известность за свои публичные выходки. Он встречался с Мадонной и утверждал, что она пыталась зачать от него ребенка. Вскоре после этого Родман, как известно, носил свадебное платье, чтобы рекламировать свою автобиографическую книгу «Хочу быть хуже всех: История Денниса Родмана», утверждая, что он был бисексуалом и что он женился на себе.

### Сумрачные годы
После сезона НБА 1997/1998 «Буллз» начали масштабную перестройку, по большей части по поручению тогдашнего генерального менеджера Джерри Крауза. Главный тренер, Фил Джексон, и несколько членов команды уволились, стали свободными агентами, либо закончили карьеру, в том числе Майкл Джордан, Скотти Пиппен, Стив Керр и Джад Бюхлер."Буллз" освободили Родмана 21 января 1999 года, перед началом локаута сезона НБА 1998/1999. В то время, когда его сестра действовала в качестве его агента, Родман присоединился к «Лос-Анджелес Лейкерс», чтобы получить пропорциональную зарплату за оставшуюся часть сезона 1998—1999. С «Лейкерс» он играл только в 23 играх и был освобожден.
В сезоне 1999/2000 НБА, тогдашний 38-летний форвард подписал контракт с «Даллас Мавериксом», что означало, что Родман вернулся в то место, где он вырос. До возвращения Родмана результат Далласа был 10 из 13, после составил 4-9. Он сыграл 12 игр, получил шесть технических фолов, был дважды отстранён и дисквалификацирован на один матч. Родман в среднем набирал 14,3 подборов за игру, что выше его среднего показателя по карьере 13,1, но в остальном он не проявлял интереса и не обеспечивал лидерство команде, которая пыталась выйти в свой первый плей-офф за 10 лет. Защитник «Далласа», Стив Нэш, прокомментировал, что Родман «никогда не хотел быть игроком „Маверикс“» и поэтому был немотивированным.

### Карьера после НБА

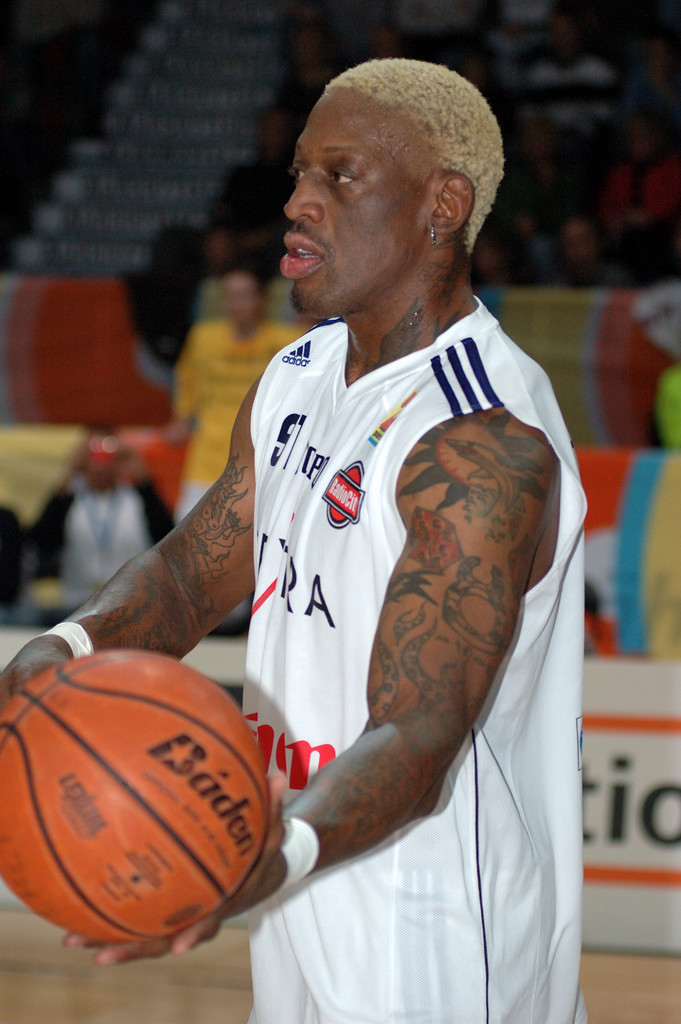
В 2005 году Родман выступал за баскетбольный клуб из Хельсинки, Торпан Поят, финской баскетбольной лиги "«Корислига»

После более продолжительного перерыва Родман вернулся в баскетбол в клуб «Лонг-Бич Джем», который входил в состав недавно сформированной Американской баскетбольной ассоциации в сезоне 2003/2004, в надежде, что НБА пригласит его в середине сезона. Хотя он не реализовал этого желания в этом сезоне, но он помог «Лонг-Бич Джем» выиграть чемпионат АБА в их первом сезоне. Он также играл в Мексике за «Фуэрца Региа Мексика» в 2004 году. В следующем сезоне 2004/2005 он подписал контракт с клубом Orange Crush interchange, АБА, а в следующем сезоне — с Tijuana Dragons. В ноябре 2005 года он сыграл один матч за Торпан Поят из баскетбольной лиги Финляндии, «Корислига».
Возвращение в НБА так и не состоялось, но 26 января 2006 года было объявлено, что Родман подписал одноматчевую «экспериментальную» сделку для британской баскетбольной команды, Brighton Bears, из «Британской баскетбольной лиги», которая должна была сыграть с Guildford Heat 28 января. Весной 2006 года он сыграл в двух выставочных играх на Филиппинах вместе с экс-звездами НБА, Дэррилом Доукинсом, Кевином Уиллисом, Кэлвином Мерфи, Отисом Бёрдсонгом и Алексом Инглишем. 27 апреля они победили команду бывших звезд Филиппинской баскетбольной ассоциации в городе Мандауэ, Себу, Родман набрал пять очков и 18 подборов. 1 мая 2006 года команда Родмана сыграла вторую игру на арене Araneta Coliseum и уступила филиппинской сборной по баскетболу 110—102, где он набрал три очка и 16 подборов.
4 апреля 2011 года было объявлено, что Родман будет введен в Зал славы баскетбола.

## Награды, рекорды и достижения

### Наследие в баскетболе
С самого начала своей карьеры Родман был известен своей сильной защитой, которая позже сопровождалась его мастерством в подборах. В «Детройте» он в основном играл за лёгкого форварда, и его обычным заданием было нейтрализовать лучшего игрока; Родман был настолько универсален, что мог одинаково хорошо справиться как с центровым, форвардом, так и с защитником, и получил две награды «Лучший оборонительный игрок НБА». С 1991 года он зарекомендовал себя как один из лучших игроков по подборам всех времен, в среднем набирая за игру 15 подборов в течение следующих семи лет. Будучи тяжелым форвардом и играя за «Спёрс» и «Быков», благодаря своей игре в финале НБА 1996 года, он навсегда оставил след в истории НБА: он дважды совершил 11 подборов в нападении, что является рекордом НБА. Кроме того, 4 марта 1992 года была самая результативная игра в его карьере с 34-мя подборами. Его мастерство в подборах, играя в «Детройте» и «Сан-Антонио», уменьшило внимание к защитному позиционированию и помогло товарищам по команде в обороне. Дэйли сказал, что Родман эгоистичен в отношении подборов, но считает его трудолюбивым и обучаемым. Интенсивная защита Родмана вернулась во время его игры за «Чикаго».

## Карьера в рестлинге

### World Championship Wrestling (1997—1999)
После того, как Родмана отстранили от игр НБА до конца сезона 1996/97, он всерьёз занялся своим хобби — профессиональным рестлингом. Его дебют состоялся 10 марта во время передачи Monday Nitro федерации рестлинга World Championship Wrestling, когда он вышел на ринг вместе со своим другом «Голливудом» Халком Хоганом. В марте 1997 года он принял участие в шоу Uncensored, как член группировки nWo. Его дебютный бой прошёл в июле 1997 года на шоу Bash at the Beach, где он вместе с Хоганом в командном матче проиграли Лексу Люгеру и Гиганту. В августе 1997 года на шоу Road Wild он появился в облике Стинга и ударил Люгера бейсбольной битой. Благодаря его вмешательству победу в матче одержал Хоган и завоевал титул чемпиона мира в тяжёлом весе WCW.
В 1998 году Деннис Родман и Карл Мэлоун принимали участие в шоу Bash at the Beach. В матче Мэлоун вместе со своим другом Даймонд Далласом Пэйджем противостояли команде Родмана и Халка Хогана. В бою, который длился 23 минуты два тяжёлых форварда обменялись несколькими простейшими захватами и бросками. Матч был отрицательно воспринят зрителями, которые кричали «скучно» и раскритикован обозревателями.

## Фильмография

### Актёр
1. Малыши / Minis, The … Дэннис Родман /(2008)
2. Мстители / Comebacks, The … Warden (2007)
3. Coming Attractions /Coming Attractions … Leroy Suggs / Daddy (2006)
4. Lingerie Bowl (ТВ) / Lingerie Bowl (2006)
5. Затяжной прыжок (ТВ) / Cutaway … Randy 'Turbo' Kingston (2000)
6. Суперагент Саймон /Simon Sez … Саймон (1999)
7. Солдаты удачи (сериал) / Soldier of Fortune, Inc. … Дик Рейнольдс (1997—1999)
8. Колония / Double Team … Яз (1997)
9. Courthouse (сериал) / Courthouse … Rockwell Shaw (1995)

### Актёр: камео
1. Доброго траура / Good Mourning (2022)
2. WWE: Восход и закат Мирового чемпионата по рестлингу (видео) / WWE: The Rise and Fall of WCW (2009)
3. Хэннити (сериал) / Hannity (2009 — …)
4. Howard Stern on Demand (сериал) / Howard Stern on Demand (2005)
5. Hrvatska mora (2005)
6. Внимание, внимание! (сериал) / Listen Up! (2004—2005)
7. Северный берег (сериал) / North Shore (2004—2005)
8. TNA Impact! Wrestling (сериал) (2004 — …)
9. Apprentice, The (сериал) (2004 — …)
10. 100 шокирующих моментов (ТВ) / 100 Most Shocking Moments in Entertainment (2003)
11. High Chaparall (сериал) (2003—2005)
12. Лас Вегас (сериал) / Las Vegas (2003—2008)
13. Джимми Киммел в прямом эфире (сериал) / Jimmy Kimmel Live! … гость (2003 — …)
14. Тайный брат / Undercover Brother (2002)
15. WCW Road Wild '99 (видео) (1999)
16. ESPN SportsCentury (сериал) (1999)
17. WCW/NWO Superstar Series: Diamond Dallas Page — Feel the Bang! (видео) (1998)
18. Доктора Лос-Анджелеса (сериал) / L.A. Doctors (1998—1999)
19. WCW Bash at the Beach (видео) (1998)
20. Хочу быть хуже всех: История Денниса Родмана (ТВ) / Bad As I Wanna Be: The Dennis Rodman Story (1998)
21. WCW Uncensored (видео) (1997)
22. Темнокожие американские принцессы / B*A*P*S (1997)
23. Smap x Smap (сериал) (1996)
24. Эдди / Eddie (1996)
25. Третья планета от Солнца (сериал) / 3rd Rock from the Sun (1996—2001)
26. Misery Loves Company (сериал) (1995)
27. WCW Bash at the Beach (видео) (1995)
28. Говард Стерн (сериал) / Howard Stern (1994—2005)
29. Поздняя ночь с Конаном О`Брайэном (сериал) / Late Night with Conan O’Brien (1993—2008)
30. Ночное шоу с Джейем Лено (сериал) / Tonight Show with Jay Leno, The (1992 — …)
31. Симпсоны (сериал) / The Simpsons, озвучка (1989 — …)
32. Спасатели Малибу (сериал) / Baywatch, в титрах не указан (1989—2001)
33. Полицейские (сериал) / Cops, в титрах не указан (1989—2008)
34. Субботним вечером в прямом эфире (сериал) / Saturday Night Live, в титрах не указан (1975 — …)

## Статистика

### Статистика в НБА
| Сезон                                                                                    | Команда     | Регулярный сезон | Регулярный сезон | Регулярный сезон | Регулярный сезон | Регулярный сезон | Регулярный сезон | Регулярный сезон | Регулярный сезон | Регулярный сезон | Регулярный сезон | Регулярный сезон | Серия плей-офф | Серия плей-офф | Серия плей-офф | Серия плей-офф | Серия плей-офф | Серия плей-офф | Серия плей-офф | Серия плей-офф | Серия плей-офф | Серия плей-офф | Серия плей-офф |
| Сезон                                                                                    | Команда     | GP               | GS               | MPG              | FG%              | 3P%              | FT%              | RPG              | APG              | SPG              | BPG              | PPG              | GP             | GS             | MPG            | FG%            | 3P%            | FT%            | RPG            | APG            | SPG            | BPG            | PPG            |
| ---------------------------------------------------------------------------------------- | ----------- | ---------------- | ---------------- | ---------------- | ---------------- | ---------------- | ---------------- | ---------------- | ---------------- | ---------------- | ---------------- | ---------------- | -------------- | -------------- | -------------- | -------------- | -------------- | -------------- | -------------- | -------------- | -------------- | -------------- | -------------- |
| 1986/87                                                                                  | Детройт     | 77               | 1                | 15,0             | 54,5             | 0,0              | 58,7             | 4,3              | 0,7              | 0,5              | 0,6              | 6,5              | 15             | 0              | 16,3           | 54,1           | -              | 56,3           | 4,7            | 0,2            | 0,4            | 1,1            | 6,5            |
| 1987/88                                                                                  | Детройт     | 82               | 32               | 26,2             | 56,1             | 29,4             | 53,5             | 8,7              | 1,3              | 0,9              | 0,5              | 11,6             | 23             | 0              | 20,6           | 52,2           | 0,0            | 40,7           | 5,9            | 0,9            | 0,5            | 0,6            | 7,1            |
| 1988/89                                                                                  | Детройт     | 82               | 8                | 26,9             | 59,5             | 23,1             | 62,6             | 9,4              | 1,2              | 0,7              | 0,9              | 9,0              | 17             | 0              | 24,1           | 52,9           | 0,0            | 68,6           | 10,0           | 0,9            | 0,4            | 0,7            | 5,8            |
| 1989/90                                                                                  | Детройт     | 82               | 43               | 29,0             | 58,1             | 11,1             | 65,4             | 9,7              | 0,9              | 0,6              | 0,7              | 8,8              | 19             | 17             | 29,5           | 56,8           | -              | 51,4           | 8,5            | 0,9            | 0,5            | 0,7            | 6,6            |
| 1990/91                                                                                  | Детройт     | 82               | 77               | 33,5             | 49,3             | 20,0             | 63,1             | 12,5             | 1,0              | 0,8              | 0,7              | 8,2              | 15             | 14             | 33,0           | 45,1           | 22,2           | 41,7           | 11,8           | 0,9            | 0,7            | 0,7            | 6,3            |
| 1991/92                                                                                  | Детройт     | 82               | 80               | 40,3             | 53,9             | 31,7             | 60,0             | 18,7             | 2,3              | 0,8              | 0,9              | 9,8              | 5              | 5              | 31,2           | 59,3           | 0,0            | 50,0           | 10,2           | 1,8            | 0,8            | 0,4            | 7,2            |
| 1992/93                                                                                  | Детройт     | 62               | 55               | 38,9             | 42,7             | 20,5             | 53,4             | 18,3             | 1,6              | 0,8              | 0,7              | 7,5              | Не участвовал  | Не участвовал  | Не участвовал  | Не участвовал  | Не участвовал  | Не участвовал  | Не участвовал  | Не участвовал  | Не участвовал  | Не участвовал  | Не участвовал  |
| 1993/94                                                                                  | Сан-Антонио | 79               | 51               | 37,8             | 53,4             | 20,8             | 52,0             | 17,3             | 2,3              | 0,7              | 0,4              | 4,7              | 3              | 3              | 38,0           | 50,0           | 0,0            | 16,7           | 16,0           | 0,7            | 2,0            | 1,3            | 8,3            |
| 1994/95                                                                                  | Сан-Антонио | 49               | 26               | 32,0             | 57,1             | 0,0              | 67,6             | 16,8             | 2,0              | 0,6              | 0,5              | 7,1              | 14             | 11             | 34,0           | 55,4           | 0,0            | 59,0           | 15,1           | 1,3            | 0,9            | 0,0            | 8,9            |
| 1995/96                                                                                  | Чикаго      | 64               | 57               | 32,6             | 48,0             | 11,1             | 52,8             | 14,9             | 2,5              | 0,6              | 0,4              | 5,5              | 18             | 15             | 34,4           | 48,5           | -              | 59,3           | 13,7           | 2,1            | 0,8            | 0,4            | 7,5            |
| 1996/97                                                                                  | Чикаго      | 55               | 54               | 35,4             | 44,8             | 26,3             | 56,8             | 16,1             | 3,1              | 0,6              | 0,3              | 5,7              | 19             | 14             | 28,2           | 37,0           | 25,0           | 57,7           | 8,4            | 1,4            | 0,5            | 0,2            | 4,2            |
| 1997/98                                                                                  | Чикаго      | 80               | 66               | 35,7             | 43,1             | 17,4             | 55,0             | 15,0             | 2,9              | 0,6              | 0,2              | 4,7              | 21             | 9              | 34,4           | 37,1           | 25,0           | 60,5           | 11,8           | 2,0            | 0,7            | 0,6            | 4,9            |
| 1998/99                                                                                  | Лейкерс     | 23               | 11               | 28,6             | 34,8             | 0,0              | 43,6             | 11,2             | 1,3              | 0,4              | 0,5              | 2,1              | Не участвовал  | Не участвовал  | Не участвовал  | Не участвовал  | Не участвовал  | Не участвовал  | Не участвовал  | Не участвовал  | Не участвовал  | Не участвовал  | Не участвовал  |
| 1999/00                                                                                  | Даллас      | 12               | 12               | 32,4             | 38,7             | 0,0              | 71,4             | 14,3             | 1,2              | 0,2              | 0,1              | 2,8              | Не участвовал  | Не участвовал  | Не участвовал  | Не участвовал  | Не участвовал  | Не участвовал  | Не участвовал  | Не участвовал  | Не участвовал  | Не участвовал  | Не участвовал  |
|                                                                                          | Всего       | 911              | 573              | 31,7             | 52,1             | 23,1             | 58,4             | 13,1             | 1,8              | 0,7              | 0,6              | 7,3              | 169            | 88             | 28,4           | 49,1           | 15,9           | 54,2           | 9,9            | 1,2            | 0,6            | 0,6            | 6,4            |
| Наведите курсор мыши на аббревиатуры в заголовке таблицы, чтобы прочесть их расшифровку. |             |                  |                  |                  |                  |                  |                  |                  |                  |                  |                  |                  |                |                |                |                |                |                |                |                |                |                |                |

## Книги
- Rodman, Dennis. Rebound: The Dennis Rodman Story (неопр.). — 1994. — ISBN 0-517-59294-0.
- Rodman, Dennis. Bad as I Wanna Be[англ.] (неопр.). — 1996. — ISBN 0-440-22266-4.
- Rodman, Dennis. Walk on the Wild Side (неопр.). — 1997. — ISBN 0-385-31897-9.
- Rodman, Dennis. I Should Be Dead by Now (неопр.). — 2005. — ISBN 1-59670-016-5.